# Никола Вукчевич
Никола Вукчевич (серб. Nikola Vukčević/Никола Вукчевић, нар. 13 грудня 1991, Подгориця) — чорногорський футболіст, півзахисник іспанського «Леванте» і національної збірної Чорногорії.

## Клубна кар'єра
У дорослому футболі дебютував 2010 року виступами за команду клубу «Будучност», в якій провів три сезони, взявши участь у 65 матчах чемпіонату.  Більшість часу, проведеного у складі «Будучності», був основним гравцем команди.
До складу «Браги» приєднався на початку 2014 року. Спочатку грав здебільшого за команду дублерів, а з сезону 2015/16 почав активно залучатися до ігор основної команди португальського клубу.
2018 року став гравцем іспанського «Леванте».

## Виступи за збірні
2010 року дебютував у складі юнацької збірної Чорногорії, взяв участь у 3 іграх на юнацькому рівні.
Протягом 2011–2013 років залучався до складу молодіжної збірної Чорногорії. На молодіжному рівні зіграв у 4 офіційних матчах.
5 березня 2014 року товариською грою проти збірної Гани дебютував в офіційних матчах у складі національної збірної Чорногорії. Наразі провів у формі головної команди країни 41 матч.

## Досягнення
- Чемпіон Чорногорії (1):

Будучност: 2011-12
- Володар Кубка Чорногорії (1):

Будучност: 2012-13
- Володар Кубка Португалії (1):

Брага: 2015-16